# Sân bay quốc tế Coimbatore
Sân bay Coimbatore (IATA: CJB, ICAO: VOCB) là một sân bay tại Peelamedu, thuộc thành phố Coimbatore. Trước đây sân bay mang tên Sân bay Peelamedu hay Sân bay dân dụng Coimbatore. Sân bay này nằm cách trung tâm thành phố 13 km. Sân Coimbatore có đường băng rải nhựa đường dài 2.585 m.
Sân bay Coimbatore được xây vào thập niên 1940 làm sân bay dân dụng. Hãng Indian Airlines đã hoạt động ở đây với các máy bay Fokker F27, Douglas DC-3 và Avro 748. Ban đầu, sân bay kết nối chủ yếu với các sân bay quốc tế Chennai và Mumbai, về sau được bổ sung thêm Cochin và Bangalore. Đầu thập niên 1980, sân bay phải đóng cửa để nâng cấp và các hãng hàng không phải sử dụng tạm thời Sân bay Sulur. Năm 1987, sân bay hoạt động trở lại. Năm 1995, hãng Indian Airlines bắt đầu các chuyến bay quốc tế tại sân bay này, nối Peelamedu với thành phố Sharjah. Năm 2007, sân bay Coimbatore mở rộng các chuyến bay đến các điểm như Colombo và Singapore.
Hiện tại sân bay này có một nhà ga, một nhà ga khác đang được xây.

## Các hãng hàng không và các tuyến điểm

### Nội địa
- Deccan (Bangalore, Chennai, Hyderabad, Mumbai)
- Indian Airlines (Chennai, Cochin, Kozhikode, Mumbai, Delhi)
- Jet Airways (Bangalore, Chennai, Mumbai)
- Jet Lite (Bangalore, Mumbai, Delhi)
- Kingfisher Airlines (Chennai)
- Paramount Airways (Chennai)
- SpiceJet (Ahmedabad, Chennai, Hyderabad, Mumbai, Delhi)

### Quốc tế
- Air Arabia (Sharjah)
- Indian Airlines (Sharjah)
- SilkAir (Singapore)
- SriLankan Airlines (Colombo)